# 1922 год в театре
1922 год в театре

## Яркие постановки
- 23 февраля 1922 года спектаклем «Конёк-Горбунок» открылся Ленинградский театр юного зрителя — впоследствии ТЮЗ имени А. А. Брянцева.

## Персоналии

### Родились
- 21 января — Пол Скофилд, английский актёр, известный блестящим исполнением ролей в шекспировских пьесах.
- 8 марта — Евгений Семёнович Матвеев, советский и российский актёр театра и кино, режиссёр, сценарист, народный артист СССР (1974).
- 14 марта — Анатолий Соловьёв, советский и российский актёр театра и кино, заслуженный артист РСФСР (1976).
- 2 июня — Станислав Юлианович Чекан, советский актёр театра и кино.
- 21 июля — Михаил Бонифациевич Погоржельский, советский и российский актёр театра и кино, заслуженный артист РСФСР.
- 1 сентября — Витторио Гассман, итальянский актёр театра и кино, режиссёр.
- 14 сентября — Александр Михайлов, советский актёр театра и кино, заслуженный артист РСФСР.
- 31 октября — Анатолий Дмитриевич Папанов, советский актёр театра и кино, народный артист РСФСР (1966), народный артист СССР (1973).
- 4 декабря — Жерар Филип (фр. Gérard Philipe), французский актёр театра и кино.
- 10 декабря — Николай Александрович Боярский, советский актёр театра и кино, народный артист РСФСР.
- 12 декабря — Николай Михайлович Саламов, советский и российский актёр театра и кино, драматург, народный артист СССР.
- 15 декабря – Иштваи Хорваи, венгерский театральный деятель, Народный артист Венгрии

### Скончались
- 2 марта — Анри Батайль, французский драматург.
- 21 марта — Раман Пиллаи, индийский драматург.
- 25 июля — Аркадий Зонов — российский и советский театральный режиссёр.
- 3 июля — Станислав Козьмян, польский писатель и театральный деятель.